# Famille Valmarana
 (juillet 2024).

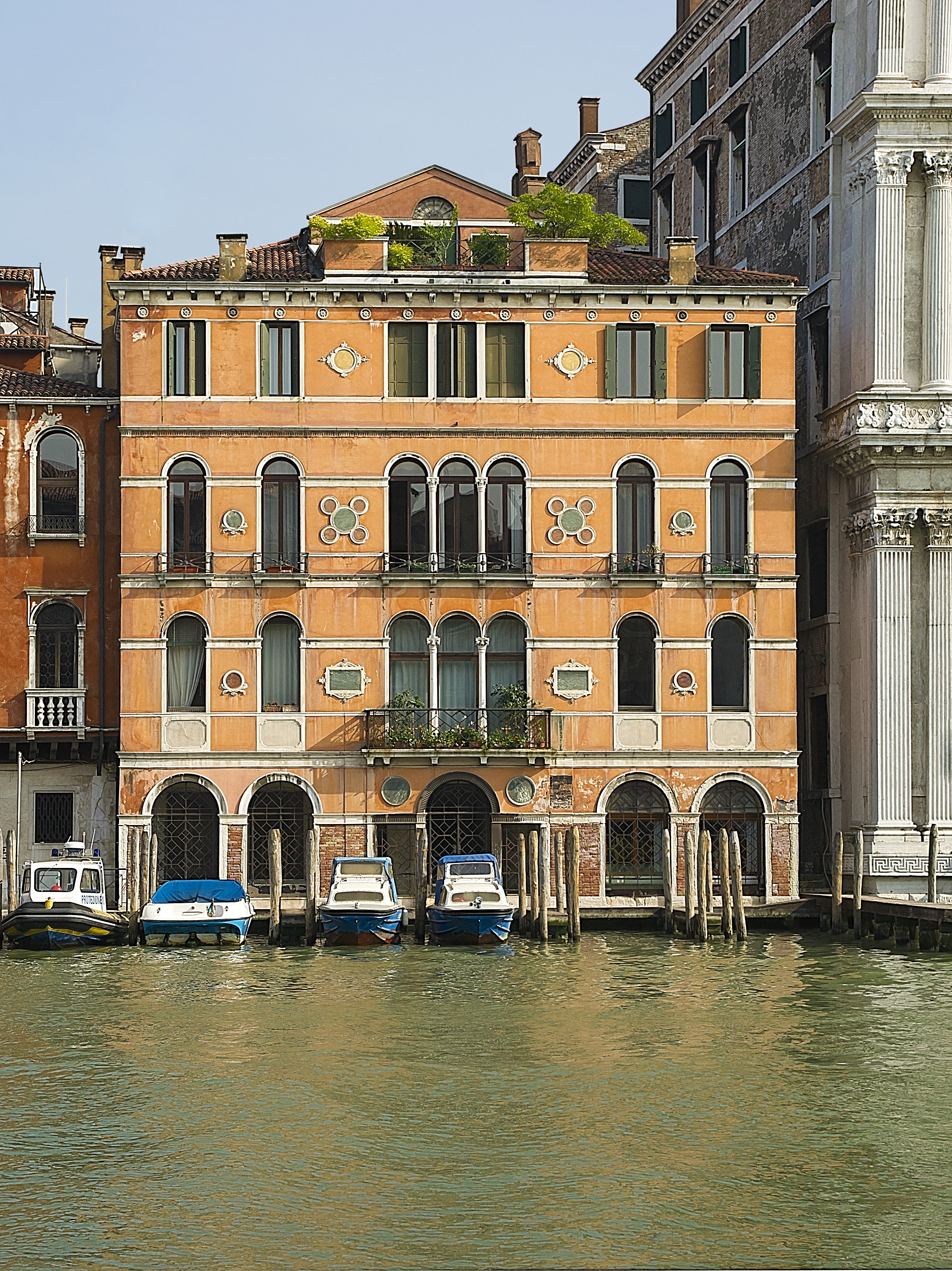
Palais Corner Valmarana sur le Grand Canal

La famille Valmarana est une famille patricienne de Venise, descendante des gens Maria romains, comme le dit leur nom est originaire de Valmarana, fief reçu de l'évêque de Vicence.

## Historiques
Cette famille prétend qu'elle a reçu le titre de comte de l'Empereur Conrad II en 1091. Le 30 avril 1540, avec diplôme spécial, elle fut créée comtes palatins de Nogara par l'empereur Charles Quint, titre reconnu par le gouvernement vénitien.
La branche représentée par les frères Triffone, Stefano et Benedetto fut agrégée à la Noblesse de Venise en 1658 durant la guerre de Candie et moyennant 100 000 ducats. 
La famille a eu des emplois considérables auprès de plusieurs Princes, particulièrement dans les armées.
Les deux branches reçurent la reconnaissance de leur noblesse et du rang comtal de l'empire d'Autriche, par R.S. du 18 décembre 1817, 28 août 1819, 11 mars 1820 et 13 mai 1825.

## Armes

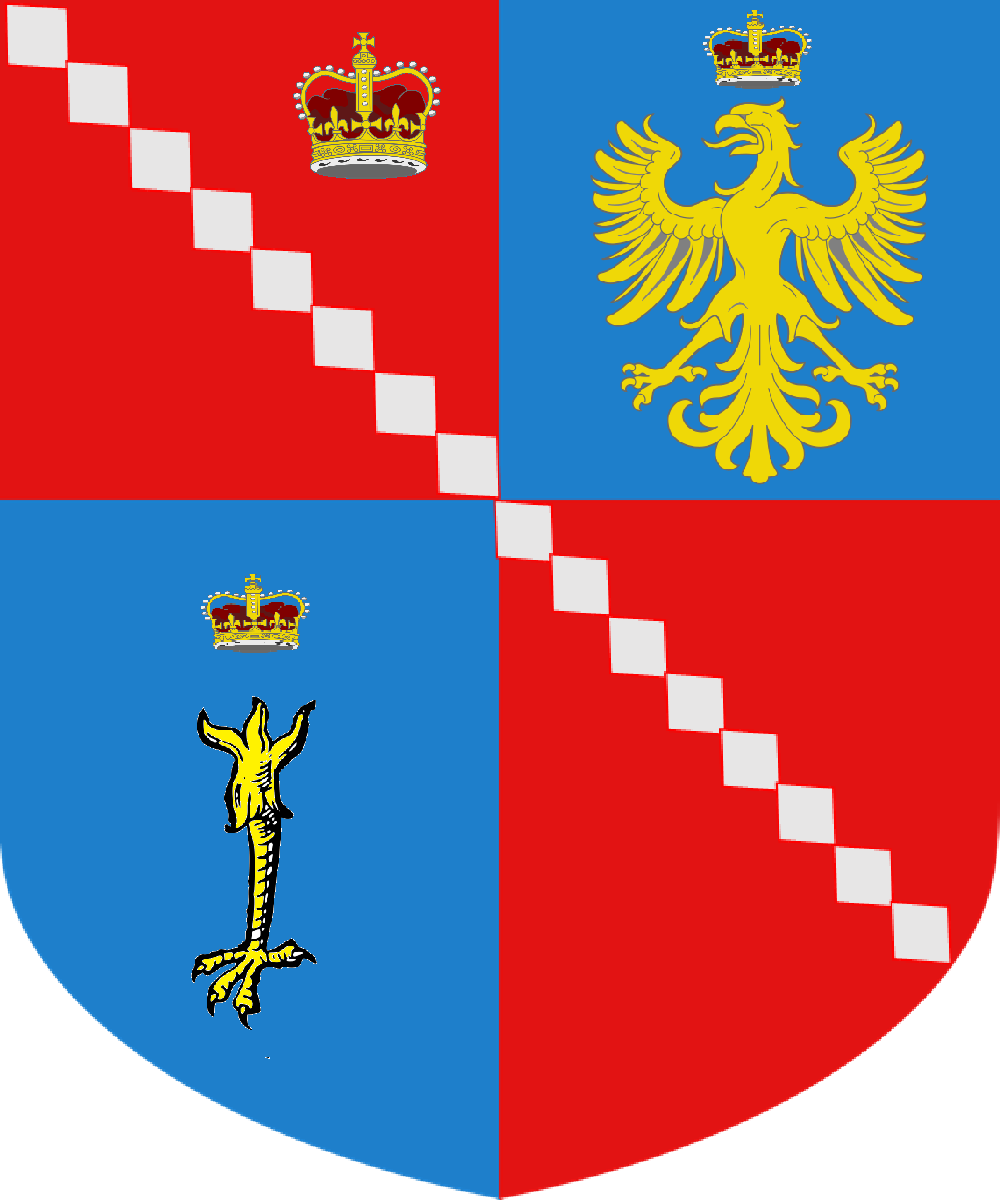
Armes des Contes Valmarana

Les armes des Valamarana se blasonnent ainsi :
- D'azur, à sept losanges accolées d'or, en bande. (Vicence)
- Écartelé, aux 1 et 4, de gueules, à huit losanges d'argent, rangées en bande et aboutées, acc. au canton senestre du chef d'une couronne d'or, au 2, d'azur, à l'aigle éployée d'or, surmontée d'une couronne impériale, au 3, d'azur, à un membre d'aigle d'or, couronné du même. (ou de gueules au dragon ailé de sinople, ayant deux pattes, rampant, la queue dardant en bas). Cimier: un buste d'homme, habillé d'un manteau d'azur, au rabat d'argent, coiffé d'un bonnet albanais d'azur, retroussé de gueules.(Venise, comtes)

## Demeures
- Palais Corner Valmarana (Venise)
- Palais Smith Mangilli Valmarana (Venise)
- Palais Valmarana Cini (Venise)
- Palais Curti Valmarana (Venise)
- Palais Valmarana (Vicence)